# ケパ・アリサバラガ
ケパ・アリサバラガ（Kepa Arrizabalaga, 1994年10月3日 - ）は、スペイン・オンダロア出身のプロサッカー選手。プレミアリーグ・アーセナルFC所属。スペイン代表。ポジションはゴールキーパー。

## 経歴

### クラブ
1994年にバスク州ビスカヤ県のオンダロアに生まれる。10歳だった頃の2004年にアスレティック・ビルバオの下部組織であるレサマに入った。2011年にはサードチームであるバスコニアに昇格して、テルセーラ・ディビシオン（4部相当）でシニアデビューした。
2012年5月5日にはヘタフェ戦のためにプリメーラ・ディビシオン（1部）のトップチームに招集されたが、サン・マメスで行われたこの試合での出場機会はなかった。2012-13シーズン開幕前のプレシーズンには、7月23日のマラガ戦でトップチームに招集された。
2013年1月にはセカンドチームであるビルバオ・アスレティックのジョン・アンデル・セランテスが負傷したため、バスコニアからビルバオ・アスレティックに昇格した。2013年2月16日のログロニェス戦でセグンダ・ディビシオンB（3部相当）にデビューし、1-0でクリーンシートを達成。3月3日のアモレビエタ戦では、試合終盤にチームメイトのヨン・ガルシア・エレーロと一緒に退場処分を受けた。4月には恥骨結合炎を発症し、ピッチに戻ったのは9月になってからであった。2013-14シーズンにはビルバオ・アスレティックで定期的に出場したが、2014年1月には右手第1中足骨を骨折し、約1か月間欠場した。3月11日にはミゲル・アンヘル・モジャを負傷で欠くヘタフェからローン移籍のオファーが来たが、アスレティック・ビルバオはオファーを拒否した。
2015年1月5日、2014-15シーズン終了までの契約でセグンダ・ディビシオン（2部）のポンフェラディーナにローン移籍した。1月11日のラシン・サンタンデール戦でデビューした。2015年7月20日、2015-16シーズンの契約でセグンダ・ディビシオンのレアル・バリャドリードにローン移籍した。8月22日のコルドバ戦で公式戦デビュー。リーグ戦では39試合に出場し、欠場したのは3試合のみだった。レアル・バリャドリードは16位となった。
2015-16シーズン終了後にはアスレティック・ビルバオに戻り、2016-17シーズン開幕当初はゴルカ・イライソスとイアゴ・エレリンに次ぐ3番手のGKとみなされていた。2016年9月11日のデポルティーボ・ラ・コルーニャ戦でデビューし、1-0でクリーンシートに抑えた。このシーズンはリーグ戦23試合に出場した。
2017-18シーズンはチームの主力として活躍し、公式戦31試合に出場し国内外のクラブからの興味が伝えられたが2018年1月22日にクラブとの契約を7年延長した。
2018年8月8日、7年契約でイングランド・プレミアリーグのチェルシーに移籍。リーグ開幕戦となった8月11日のハダースフィールド戦でリーグデビュー並びに先発フル出場し、無失点に抑えた。最終的にリーグ戦36試合に出場し、チェルシーの3位フィニッシュに貢献した。EFLカップ決勝のマンチェスター・シティ戦では、終了間際に足をつり、PK戦を想定してウィリー・カバジェロと交代させようとしたサッリ監督に対して交代を拒否した。少しの問答があったが結局交代せずPK戦に臨み、1人目のキッカーとなったセルヒオ・アグエロのシュートに触ったものの後逸した。3人目のレロイ・サネはストップしたが最終的にチームは敗れ、次戦となったリーグ28節トッテナム戦ではベンチに座った。UEFAヨーロッパリーグ準決勝のアイントラハト・フランクフルト戦では、PK戦で4人目のキッカーを務めたマルティン・ヒンターエッガーのシュートを動かずにストップする見せ場を作り、5人目のパシエンシアも退けてチームを決勝に導いた。決勝アーセナル戦でもゴールマウスを守り、移籍後初のタイトルを獲得した。
2019-20シーズンも第一GKを務めたがセーブ率はリーグのレギュラーGKの中で最下位の数値を記録するなど調子が上がらず、シーズン途中からはベンチに座る試合も増えた。最終的にリーグ戦33試合に出場したが、セーブ率54.3 %はリーグに10試合以上出場したGK23人中最下位であり、控えのカバジェロを下回った。また、37節終了時点で、プレミアリーグを戦ったチェルシーのGKとしての最多失点記録まであと2点に迫っていたが、最終節ではカバジェロが出場したためこの不名誉を免れた。シーズン終了後、移籍や代役GK獲得の報道が加熱した。
2020-21シーズンは開幕スタメンを務め、幸先のいいスタートを切ったかに見えたが、第2節リヴァプール戦で自身のパスミスから失点しチームは敗北。次戦からはカバジェロが起用され、さらには新正GK候補であるエドゥアール・メンディの加入により、出場機会が激減した。結果この年の出場は先発6試合、途中出場1試合の合計7試合の出場に留まった。2021年8月12日に行われたUEFAスーパーカップでは昨季のEL王者ビジャレアルと対戦。ベンチからのスタートだったがPK戦を前に119分でメンディと交代し途中出場。結果、PK戦で相手のPKを2本ストップし、優勝に大きく貢献した。
2021-22シーズン、自身はセカンドキーパーの立ち位置は変わらず、リーグ戦は自己最低となる4試合の出場に留まったが、EFLカップではスターティングメンバーとして活躍し2度のPK戦勝利に貢献。しかし決勝のリヴァプール戦では延長後半にPK戦要員としてメンディに代わり出場するもPK戦では1本もセーブすることができず、最後は自らのPK失敗によりチームは敗退した。
2022-23シーズンはシーズン序盤にメンディが負傷し、CLグループステージ第1節ディナモ・ザグレブ戦でメンディに代わってゴールマウスを守った。その後メンディは怪我から復帰したが自身は調子がよくチームも連勝していることからケパがスタメンに選ばれた。また副キャプテンを務めるなどチームの中心選手として活躍。第11節、アストン・ヴィラ戦で多くのセーブでゴールを守りクリーンシートを達成。メイソン・マウントの2ゴールでチームは勝利し、自身はマン・オブ・ザ・マッチに選ばれた。ポッター新体制では公式戦6試合連続でスタメン起用されると、その間に失点はわずか「2」で、4試合のクリーンシートを達成した。このシーズンはチームが12位と絶不調に陥る中、自身はリーグ戦29試合に出場しリーグ3位のセーブ率を記録するなど高いパフォーマンスを発揮した。
2023年8月14日、ティボ・クルトゥワの負傷でGKを探していたレアル・マドリードに1シーズンのローン移籍。背番号は25番。加入後即座に正GKの座を獲得し、8月25日に行われたセルタ戦でデビューを果たした。その後も出場を続けていたが、11月に自身が負傷すると、その間に活躍したアンドリー・ルニンの台頭もあってポジションを失い、さらにはシーズン終盤ではクルトゥワの復帰もあって3番手に降格。シーズン通してリーグ戦14試合の出場にとどまった。
2024‐25シーズンは、保有元のチェルシーへ復帰したが、チームにはロベルト・サンチェスやフィリップ・ヨルゲンセンといった実力者が在籍。自身は構想外となり、2024年8月29日、ボーンマスへ期限付き移籍することが発表された。
2025年7月1日、アーセナルに完全移籍。移籍金は500万ポンドと報じられている。

### 代表
2012年にはU-18スペイン代表デビューした後、UEFA U-19欧州選手権2012に出場するU-19スペイン代表に選ばれた。大会の全試合に先発出場し、U-19スペイン代表はヨーロッパチャンピオンとなった。準決勝のU-19フランス代表戦では、PK戦で2本のPKをセーブする活躍を見せている。恥骨結合炎のために2013 FIFA U-20ワールドカップの出場を逃し、ケパの代役としてはルベン・ジャニェスが出場している。2013年11月にはU-21スペイン代表に初招集された。
2017年3月22日、負傷したペペ・レイナの代わりに2018W杯・欧州予選のイスラエル戦と親善試合のフランス戦に向けたメンバーに追加招集。2017年11月11日に行われたコスタリカ戦で先発フル出場しスペイン代表デビューを果たした。
2022年は自身のパフォーマンスが復調したため、カタールW杯のメンバーに選出する声も上がっていたが、自身の負傷もあって最終的にはメンバーから落選した。

## プレースタイル
キック精度の高さを特長とする現代的なタイプのGKと言われる。特にミドルパスの精度が非常に高く、相手の守備陣形が整っている状況でもサイドバックへのパスで打開することができる。さらにケパの場合はこれを利き足の右だけでなく左足でも遜色なく行うことができるのが大きな特長であり、後方からのビルドアップを主体とするマウリツィオ・サッリ監督の戦術を体現するのにうってつけの存在となっていた。またポッター監督はGKにビルドアップ能力を求めたことから、これまでの正GKエドゥアール・メンディではなくケパが重宝された。
シュートストップに関しては、基本に忠実かつ堅実なスタイルと評価する識者もいるが、問題があると評する識者が多く、前述の通り2019-20シーズンにプレミアリーグで最低のセーブ率を記録するなどスタッツにも如実に現れている。特に多くの識者から指摘されているのが「プレジャンプ時に腕を後ろに大きく振りかぶってしまう」悪癖で、特に中長距離のシュートに対する予備動作として現れる。これにより若干の反応の遅れが生じ、球速のあるシュートや、ミドルシュートを防ぐことが難しくなっているほか、飛ぶ直前に重心が後ろに寄るため空中での競り合いも不利になると推測されている。また、確実性の高いプレーを選好するためか低い位置にポジショニングする傾向があり、これにより相手FWの裏抜けへ素早く対応したり、シュートコースを限定することができていないと評される。
一方でペナルティーキックについては、その性質上前述の弱点が露呈しにくく、反射神経が鋭いこともあり得意としている。チェルシーではPK戦で合計8回のストップを見せており、これはペトル・チェフを上回りクラブ歴代最多である。他にもUEFA主催の国際大会でのPK戦勝利数(2勝)、同一シーズンでのPK戦3連勝(2022年)のクラブ記録を保持している。

## 個人成績

### クラブ
| 国内大会個人成績 | 国内大会個人成績         | 国内大会個人成績 | 国内大会個人成績 | 国内大会個人成績 | 国内大会個人成績 | 国内大会個人成績 | 国内大会個人成績 | 国内大会個人成績 | 国内大会個人成績 | 国内大会個人成績 | 国内大会個人成績 |
| 年度             | クラブ                   | 背番号           | リーグ           | リーグ戦         | リーグ戦         | リーグ杯         | リーグ杯         | オープン杯       | オープン杯       | 期間通算         | 期間通算         |
| 年度             | クラブ                   | 背番号           | リーグ           | 出場             | 得点             | 出場             | 得点             | 出場             | 得点             | 出場             | 得点             |
| スペイン         | スペイン                 | スペイン         | スペイン         | リーグ戦         | リーグ戦         | 国王杯           | 国王杯           | オープン杯       | オープン杯       | 期間通算         | 期間通算         |
| ---------------- | ------------------------ | ---------------- | ---------------- | ---------------- | ---------------- | ---------------- | ---------------- | ---------------- | ---------------- | ---------------- | ---------------- |
| 2014-15          | ポンフェラディーナ       | 31               | セグンダ         | 20               | 0                | 0                | 0                | -                | -                | 20               | 0                |
| 2015-16          | バリャドリード           | 1                | セグンダ         | 39               | 0                | 1                | 0                | -                | -                | 40               | 0                |
| 2016-17          | アスレティック・ビルバオ | 26               | ラ・リーガ       | 23               | 0                | 0                | 0                | -                | -                | 23               | 0                |
| 2017-18          | アスレティック・ビルバオ | 1                | ラ・リーガ       | 30               | 0                | 1                | 0                | -                | -                | 31               | 0                |
| イングランド     | イングランド             | イングランド     | イングランド     | リーグ戦         | リーグ戦         | FLカップ         | FLカップ         | FAカップ         | FAカップ         | 期間通算         | 期間通算         |
| 2018-19          | チェルシー               | 1                | プレミアリーグ   | 36               | 0                | 4                | 0                | 1                | 0                | 41               | 0                |
| 2019-20          | チェルシー               | 1                | プレミアリーグ   | 33               | 0                | 0                | 0                | 1                | 0                | 34               | 0                |
| 2020-21          | チェルシー               | 1                | プレミアリーグ   | 7                | 0                | 0                | 0                | 6                | 0                | 13               | 0                |
| 2021-22          | チェルシー               | 1                | プレミアリーグ   | 4                | 0                | 6                | 0                | 2                | 0                | 12               | 0                |
| 2022-23          | チェルシー               | 1                | プレミアリーグ   | 29               | 0                | 0                | 0                | 1                | 0                | 30               | 0                |
| スペイン         | スペイン                 | スペイン         | スペイン         | リーグ戦         | リーグ戦         | 国王杯           | 国王杯           | オープン杯       | オープン杯       | 期間通算         | 期間通算         |
| 2023-24          | レアル・マドリード       | 25               | ラ・リーガ       | 14               | 0                | 1                | 0                | -                | -                | 15               | 0                |
| イングランド     | イングランド             | イングランド     | イングランド     | リーグ戦         | リーグ戦         | FLカップ         | FLカップ         | FAカップ         | FAカップ         | 期間通算         | 期間通算         |
| 2024-25          | ボーンマス               | 13               | プレミアリーグ   | 31               | 0                | -                | -                | 4                | 0                | 35               | 0                |
| 2025-26          | アーセナル               | 13               | プレミアリーグ   |                  |                  |                  |                  |                  |                  |                  |                  |
| 通算             | スペイン                 | スペイン         | セグンダ         | 59               | 0                | 1                | 0                | -                | -                | 60               | 0                |
| 通算             | スペイン                 | スペイン         | ラ・リーガ       | 67               | 0                | 2                | 0                | -                | -                | 69               | 0                |
| 通算             | イングランド             | イングランド     | プレミアリーグ   | 140              | 0                | 10               | 0                | 15               | 0                | 165              | 0                |
| 総通算           | 総通算                   | 総通算           | 総通算           | 266              | 0                | 13               | 0                | 15               | 0                | 294              | 0                |

### 代表
| スペイン代表 | 国際Aマッチ | 国際Aマッチ |
| 年           | 出場        | 得点        |
| ------------ | ----------- | ----------- |
| 2017         | 1           | 0           |
| 2018         | 2           | 0           |
| 2019         | 7           | 0           |
| 2020         | 1           | 0           |
| 2021         | 0           | 0           |
| 2022         | 0           | 0           |
| 2023         | 2           | 0           |
| 通算         | 13          | 0           |

## タイトル

### クラブ
チェルシー
- UEFAチャンピオンズリーグ（2020-21）[42]
- UEFAヨーロッパリーグ（2018-19）
- UEFAスーパーカップ（2021）
- FIFAクラブワールドカップ（2021）[43]

レアル・マドリード
- ラ・リーガ（2023-24）
- スーペルコパ・デ・エスパーニャ（2023-24）
- UEFAチャンピオンズリーグ（2023-24）[44]

### 代表
U-19スペイン代表
- UEFA U-19欧州選手権（2012）[29]

スペイン代表
- UEFAネーションズリーグ（2022-23）

### 個人
- UEFAヨーロッパリーグ優秀選手（2018-19）[45]